# Balón de fútbol

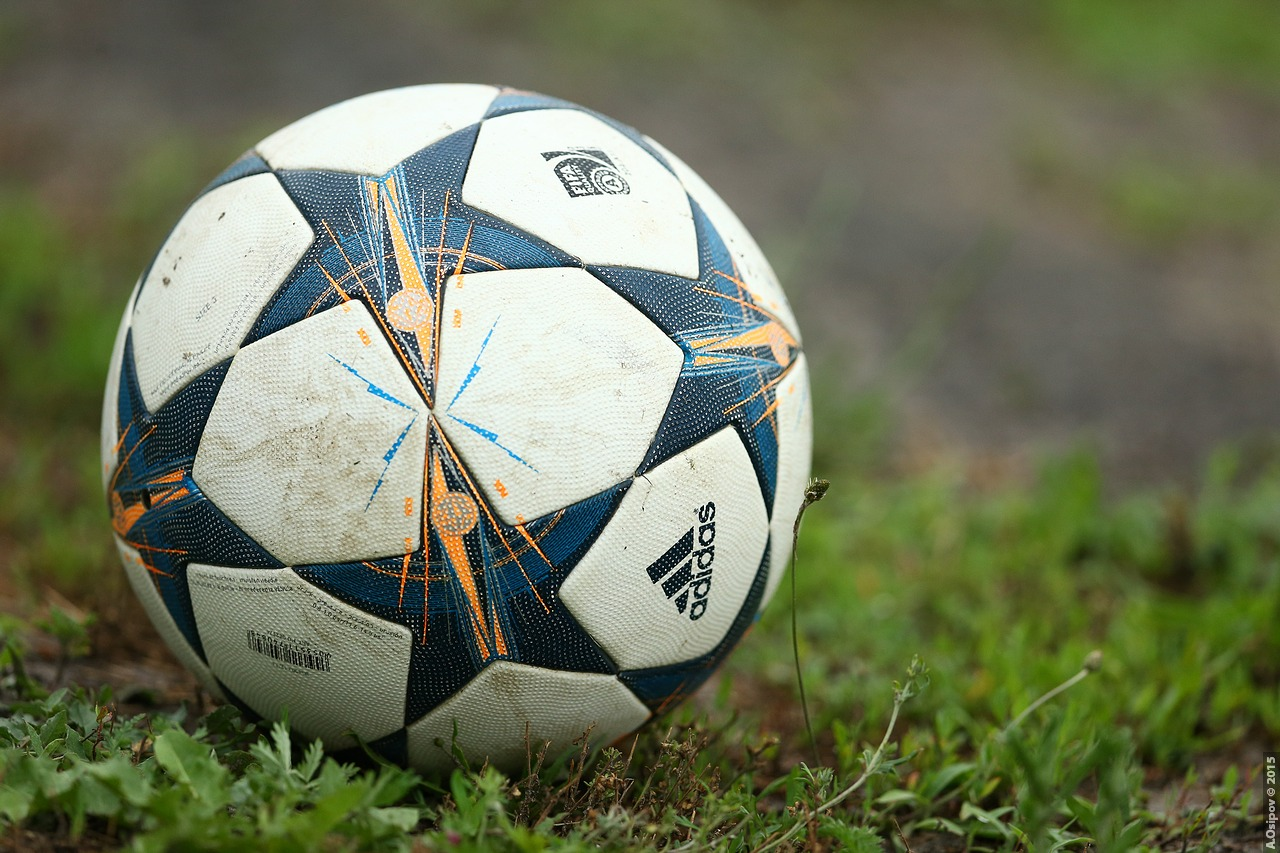
El balón Finale es el oficial de la Liga de Campeones de la UEFA.

Un balón de fútbol o pelota de fútbol en competiciones oficiales es regulado en sus medidas por la FIFA. Tiene forma de icosaedro truncado en un 99,9 %, una circunferencia entre 68 y 70 centímetros, un peso entre 410 y 450 gramos y su composición se basa en un 80 % de poliuretano sintético y un 20 % de materiales secundarios (látex, entre otros).[cita requerida]
Los balones utilizados en competencias oficiales organizadas por parte de la FIFA deben contar con uno de los siguientes sellos: Internacional Match Standards, FIFA Quality o FIFA Quality Pro. Dichos distintivos denotan que los balones han sido puestos a prueba en laboratorios autorizados por la FIFA y han aprobado distintas pruebas, entre las que se incluye: peso, circunferencia, retención de aire, rebote y absorción de agua.

## Historia

### Comienzo

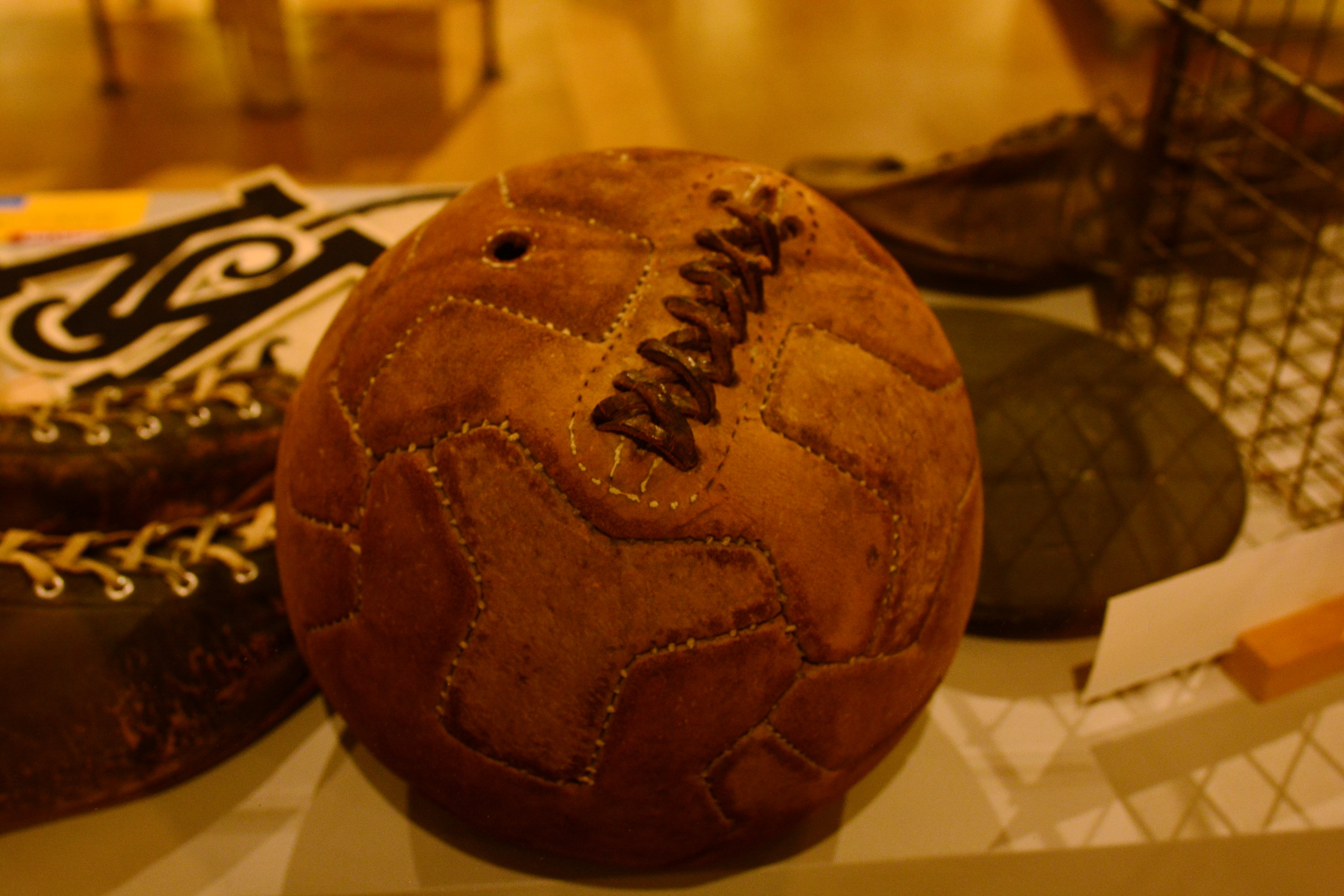
Balón de tiento (década de 1930).

El balón de tiento era el balón que se utilizaba antiguamente para disputar partidos de fútbol. Era una pelota pesada y su peso crecía si se utilizaba en un terreno mojado. En las postrimerías del siglo XIX se practicaba con una pelota que por sus características distaba mucho de ser la que se utiliza actualmente en los más diversos lugares del mundo. Testimonios de esa época hablan de los problemas que presentaban los antiguos balones, cuyo principal defecto radicaba en una deformación que les restaba equilibrio y esfericidad, haciendo que rebotaran mal y se tornaran prácticamente inasibles e indominables.
Esa imperfección determinada por el abultamiento que se originaba en ellos como consecuencia del necesario repliegue interior del pico de las antiguas cámaras, que se acentuaba más con el grueso tiento o cordón de cuero que se utilizaba para cerrar la boca de la pelota, el cual a su vez se convertía en una dolorosa molestia que los futbolistas de ese entonces se veían obligados a soportar y que podía hasta llegar a lastimarlos cuando era cabeceada en la parte del cerramiento de la misma. Esta es una imagen que suele observarse en las fotografías antiguas de fútbol.
Este balón tenía de 12 a 18 gajos largos de cuero; en dos de ellos se formaba la boca, de aproximadamente 8 centímetros de largo, por donde se introducía la cámara, que tenía adosada un pico o tubo por el cual se inflaba. Alrededor de la boca llevaba un refuerzo de cuero y una lengüeta del mismo material, pero más suave y trabajado para aislar y preservar la cámara del roce con el tiento de cuero crudo (5 mm de ancho), que cerraba la boca. El reborde que adquiría al ser inflado le restaba esfericidad y ocasionaba lesiones a los jugadores. Las antiguas pelotas de cuero también tenían el defecto de absorber mucha agua, pero esto fue solucionado en los años 1960 con la introducción de los balones fabricados 100% de cuero sintético.

### Evolución

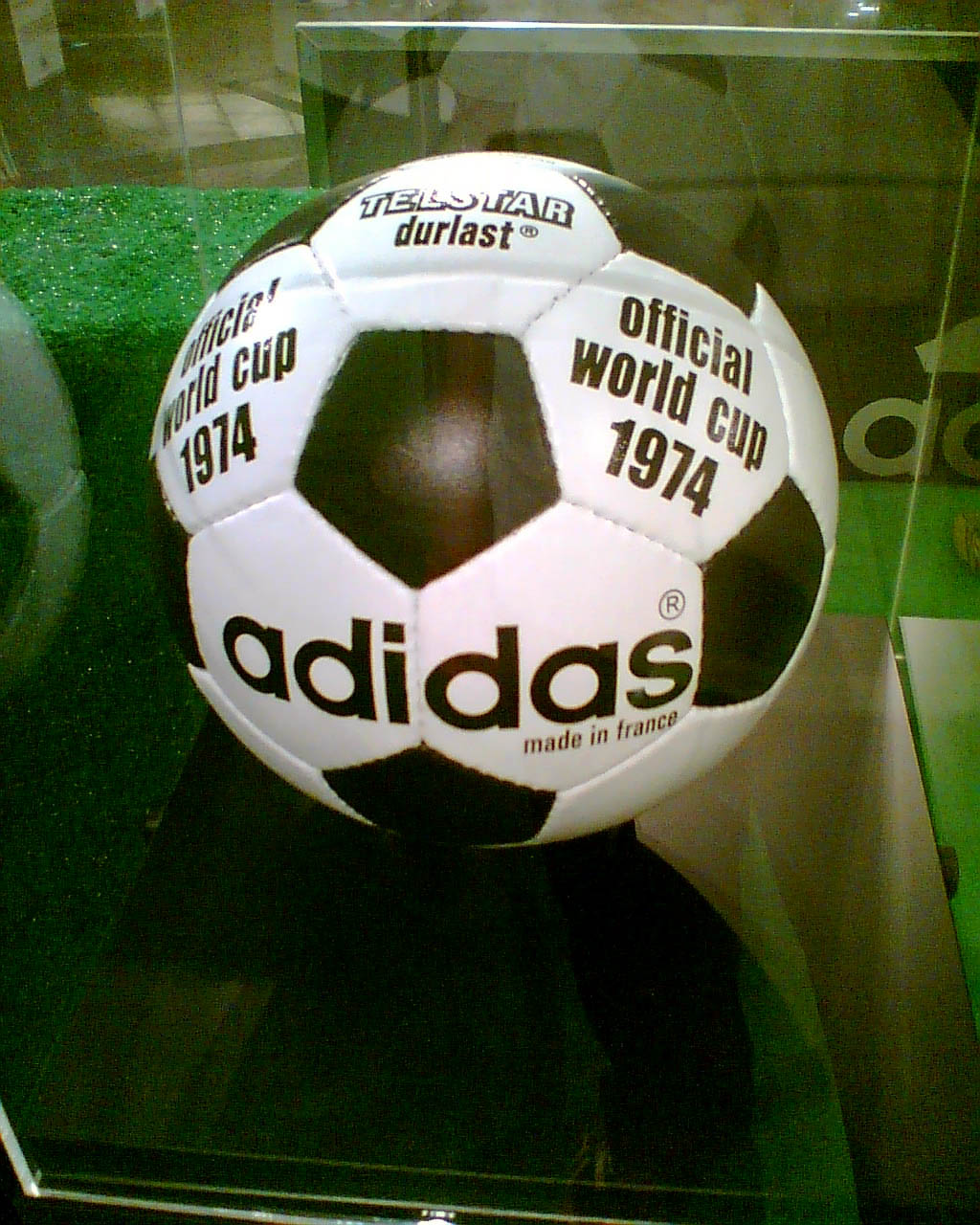
Telstar Durlast (1970), la representación clásica.

En 1930, la pelota con que se jugaba al balompié representaba un riesgo para los futbolistas, ya que los primitivos balones confeccionados en cuero vacuno o de potro tenían un pico metálico, mediante el que se inflaban, que se replegaba sobre la superficie del esférico, donde era sostenido por un tiento -un cordón confeccionado con el mismo cuero-, lo que significaba una irregularidad que frecuentemente provocaba lesiones en los jugadores. La pelota sin tiento, llamada originalmente superball, fue inventada en la Argentina, en la ciudad de Bell Ville (Provincia de Córdoba), y patentada por Romano Polo, Antonio Tossolini y Juan Valbonesi el 20 de abril de 1931. Era un balón de costura y pico invisible, que fue estrenado en la Copa Mundial de 1950 organizada en Brasil, y desde 1936 como balón oficial de la Asociación del Fútbol Argentino.
El balón tuvo franjas como los de voleibol durante las décadas de 1950 y 1960. En la Copa Mundial de 1962, Chile dispuso su pelota oficial, Crack, con forma esférica regular al presentar paneles concentrados, estableciendo el estilo actual. Logró una trayectoria y rebote uniforme por su homogeneidad, así como una notoria mayor velocidad, potencia, alcance y precisión al reducir la fricción, lo que permitió aumentar el ritmo de juego y la magnitud del «chanfle», viabilizando la jugada «gol imposible». En 1962 el danés Eigil Nielsen, dueño de la empresa Select Sport, introdujo la estructura del icosaedro truncado. Los productores y federaciones internacionales adoptaron dicho diseño y el estilo por su innovación.
En 1963 la compañía alemana de equipamiento deportivo Adidas comenzó a fabricar pelotas y se convirtió en la proveedora de la Copa Mundial desde la edición de 1970, debido a su tecnología avanzada y alta calidad. Revistió el cuero con poliuretano: material sintético flexible e inalterable con el frío, que le daba brillo, resistencia a la abrasión, mayor impermeabilidad y mantenía su forma. En la edición de 1986 el armazón fue reemplazado por cuero sintético con el balón Azteca.

### Actualidad

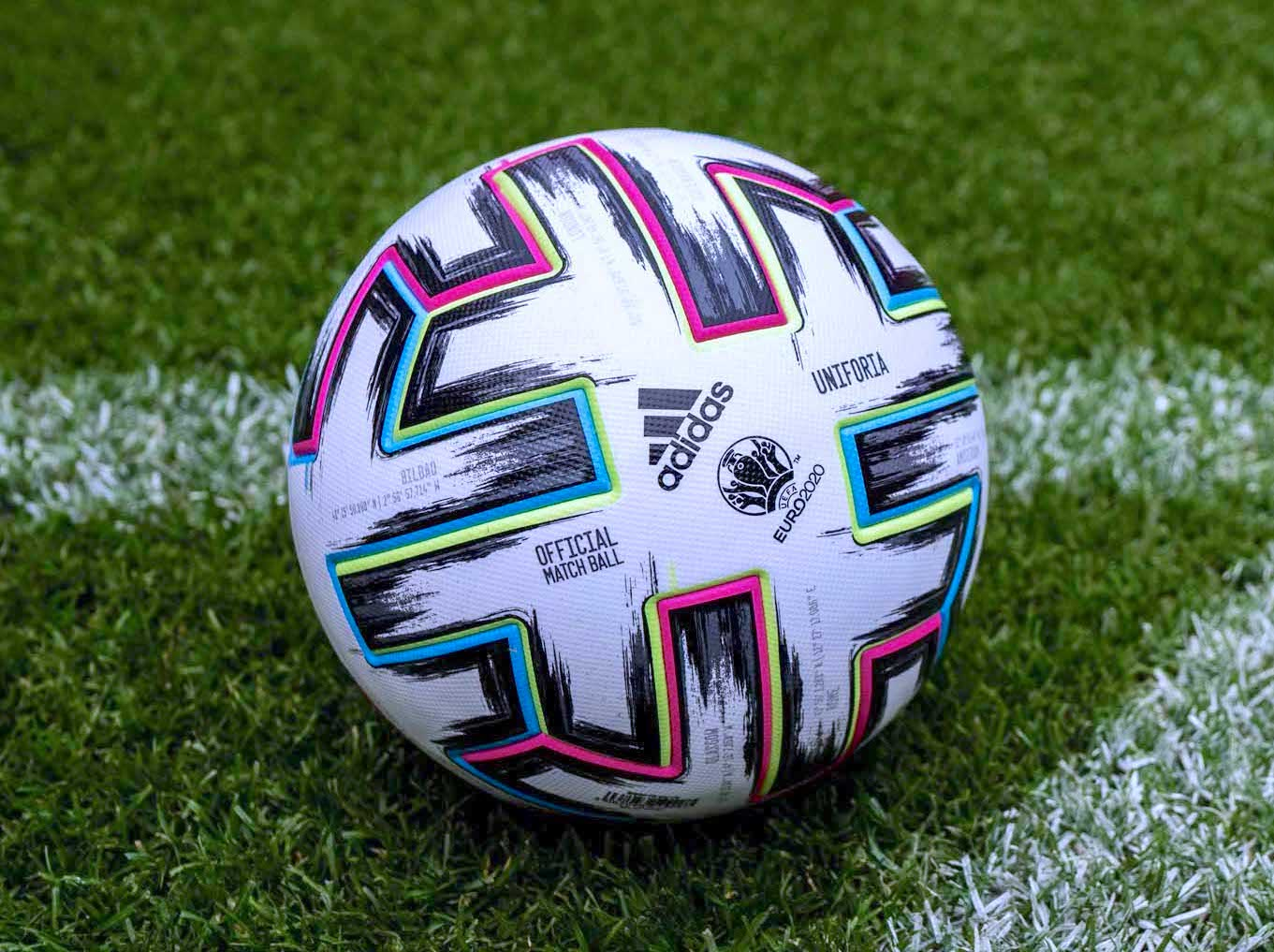
Uniforia (2019).

En 1990 se creó el Adidas Etrusco Único, el primer balón 100 % impermeable, solucionándose así el último problema de la pelota. Desde entonces los fabricantes buscaron obtener la máxima circunferencia del balón y lo consiguieron para la Copa Mundial de Fútbol de 2010 en Sudáfrica, con la Adidas Jabulani. Sin embargo, este logro complicó el juego de los balompedistas, especialmente el de los guardametas, quienes tardaron en acostumbrarse a los cambios bruscos en la dirección del balón a causa del mejor efecto. 
En el presente la circunferencia del balón es del 99,9 % y posee granos para una mejor adherencia en los cabezazos, una tecnología creada por Adidas en 1991 para el balón de rugby, pero recientemente aplicada en el balompié en la actualidad.[cita requerida]

## Reglamento
Aunque al balón de fútbol también se le llame «esférico», los balones de fútbol más comunes son icosaedros truncados con 12 pentágonos y 20 hexágonos regulares. Las caras no son completamente planas sino ligeramente curvas.
La FIFA define tres niveles de calidad diferentes para los balones de fútbol:
- Aprobado por la FIFA
- Inspeccionado por la FIFA
- Balón Internacional Estándar

Todos los balones utilizados en competiciones oficiales han de incluir uno de estos tres sellos. Siendo FIFA Approved («Aprobado por la FIFA») la certificación más exigente de las tres. Para obtener alguna de estas, las pelotas han de superar un análisis de laboratorio. En dicho análisis se evalúa su peso, circunferencia, esfericidad, pérdida de presión, absorción de agua y su rebote.
| Nombre       | Año  | Torneos                                          | Modelo            |
| ------------ | ---- | ------------------------------------------------ | ----------------- |
| Nike         | 1964 | Copa América, Copa Libertadores                  | Flight            |
| Adidas       | 1949 | Copa Mundial de Fútbol, Eurocopa                 | Al Rihla          |
| Penalty      | 1970 | Copa América                                     | MAX 500           |
| Puma         | 1948 | Campeonato Uruguayo                              | evoPOWER          |
| Umbro        | 1924 | Copa Africana de Naciones, Coupe de la Ligue     | Neo PRO           |
| Derbystar    | 1968 | Bundesliga, Eredivisie                           | Brillant          |
| Golty        | 1980 | Categoría Primera A, Primera División de Bolivia | Euforia           |
| Diadora      |      |                                                  |                   |
| Molten       | 1958 | UEFA Europa League                               | Molten            |
| Uhlsport     | 1948 | Ligue 1                                          | Elysia            |
| Voit         | 1922 | Liga MX                                          | Tribu             |
| Topper       | 1975 | Campeonato Carioca                               | Samba             |
| Kappa        | 1916 | Serie B                                          | Kombat            |
| Under Armour | 1996 | NASL                                             | Under Armour      |
| Select       | 1947 | Liga Portuguesa                                  | Brillant Super TB |
| Mitre        | 1817 | FA Cup                                           | Delta Max         |
| New Balance  | 1906 | Copa Centroamericana                             | New Balance       |
| Cicadex      |      | Liga Promerica                                   | Pioneer           |